# Lipolt I. Krajíř z Krajku
Lipolt I. Krajíř z Krajku (před 1370 – 13. září 1433) byl český šlechtic, vojenský hejtman a válečník z rodu Krajířů z Krajku. Proslul zejména jako účastník bojů husitských válek proti husitům. Vlastnil a rozšiřoval rodová panství v jihovýchodních Čechách, rovněž vlastnil statky v Korutanech. Roku 1425 zastával úřad moravského zemského hejtmana.

## Životopis

### Mládí
Pocházel ze starého šlechtického rodu Krajířů z Krajku, původem pocházejících ze Slovinska. Byl nejstarším ze synů Konráda II. Krajíře z Krajku († 1399) a jeho manželky. Otec přišel do Čech z Korutan jako dvořan krále Václava IV., od roku 1380 zde zastával úřad nejvyššího hofmistra a 1381 získal hrad Landštejn a Novou Bystřici. Rovněž byl klíčovou postavou k uskutečnění sňatku mezi anglickým králem Richardem II. a Annou Lucemburskou, sestrou Václava IV., a vedl při té příležitosti poselstvo do Anglie, kde je Lipolt připomínán jako účastník. Po otcově smrti roku 1399 zdědili s bratry rodový majetek.
Okolo roku 1400 vedl spory s Rožmberky a pány z Hradce, a proto Jan mladší z Hradce město i hrad Bystřici dobyl a vrátil je zpět až po uzavření příměří roku 1405. Jakožto rada doprovázel korutanského a štýrského vévodu Arnošta spolu s dalšími 24 šlechtici na pouti do Svaté země v letech 1412–1415.

### Husitské války
Od začátku husitských válek bojoval na katolické straně císaře Zikmunda proti husitům. V dubnu 1420 byl králem jmenován vojenským hejtmanem Českých Budejovic, téhož roku pak došlo k vypálení Nové Bystřice husity. Vlastnil v té době také hrad Frejštejn. V regionu se pak účastnil několika bitev s husity, mj. bitvy o Tábor, dobytí a vypálení hradu Lomnice nad Lužnicí roku 1421 či bitvy u Panského Boru, po které byly vojsky Jana Žižky zajaty jeho choť a dcera. Roku 1425 byl jmenován moravským zemským hejtmanem. S husity bojoval také v Rakousích, mj. roku 1431 s nimi svedl vítěznou bitvu u Bejdova. Roku 1432 Zikmund potvrdil rodu status svobodných říšských pánů.

### Úmrtí
Lipolt I. Krajíř z Krajku zemřel 13. září 1433, patrně na území Rakous. Pohřben byl ve Vídni. Rodová panství po jeho smrti přebral bratr Jan.